# Свердлин, Лев Наумович
Лев Нау́мович Све́рдлин (3 (16) ноября 1901 — 29 августа 1969) — советский актёр театра и кино, театральный режиссёр, педагог. Народный артист СССР (1954). Лауреат трёх Сталинских премий (1947, 1949, 1951).

## Биография

Могила Свердлина на Новодевичьем кладбище Москвы.

Родился 3 (16) ноября 1901 года в еврейской семье, в Астрахани, где его отец служил помощником машиниста.
Рано осиротев, с десяти лет работал мальчиком в магазине готового платья, учеником сапожника, портного, столяра, киномеханика, в крендельном магазине и цирке. В 1919—1922 годах служил в РККА.
С 1922 года учился в ГИТИСе в Москве, затем перевёлся в Государственную экспериментальную театральную мастерскую (ГЭКТЕМАС) под руководством Вс. Э. Мейерхольда, где учился до 1926 года. Там он познакомился со своей будущей женой — Александрой Москалевой.
С 1926 года — актёр Государственного театра имени Вс. Мейерхольда (ГосТИМ). Работал здесь до закрытия театра в 1938 году. Сыграл в двадцати спектаклях Вс. Э. Мейерхольда.
В 1938 —1941 годах — актёр Театра имени Е. Б. Вахтангова, в 1941 —1943 годах — Комитета по делам кинематографии при СНК СССР, в 1943 —1969 годах — Московского театра драмы (с 1954 года — имени В. В. Маяковского).
С 1924 года снимался в кино.
Участвовал также в дубляже фильмов и озвучивании мультфильмов, работал на радио.
Итоговой работой стал спектакль «Душа поэта» Ю. О’Нила (1967), где он выступил как актёр и режиссёр.
В 1924—1931 годах преподавал в Узбекской государственной драматической студии при Узбекском институте имени И. В. Сталина в Москве, с 1962 года — художественный руководитель актёрского курса во ВГИКе (с сентября 1965 года — и. о. профессора кафедры актёрского мастерства), с 1963-го — в ГИТИСе.
Скончался 29 августа 1969 года (по другим источникам — 28 августа или 30 августа). Похоронен на Новодевичьем кладбище (участок № 7).

### Семья
Жена — Александра Яковлевна Москалёва (1904-1977), актриса. Заслуженная артистка РСФСР (1959). Сын  — Юрий (умер в 1945 г.)                                                                                                                                                   Актер Петр Меркурьев считал Льва Свердлина и Александру Москалеву своими вторыми родителями: он попал в их дом в 13-летнем возрасте и остался рядом с этими удивительными людьми на долгие годы.

## Награды и звания
- Заслуженный артист Узбекской ССР (1944)[4]
- Заслуженный артист РСФСР (1944)
- Народный артист РСФСР (1947)
- Народный артист СССР (1954)
- Сталинская премия первой степени (1947) — за исполнение роли Андрея Андреевича Валько в спектакле «Молодая гвардия» А. А. Фадеева
- Сталинская премия второй степени (1949) — за исполнение роли Андрея Ивановича Верейского в спектакле «Закон чести» А. П. Штейна[7]
- Сталинская премия первой степени (1951) — за исполнение роли Михаила Борисовича Залкинда в фильме «Далеко от Москвы» (1950)
- Орден Ленина (27.10.1967) — за заслуги в развитии советского искусства, активное участие в коммунистическом воспитании трудящихся и многолетнюю плодотворную работу в учреждениях культуры[8]
- Орден Трудового Красного Знамени (01.04.1938) — за исполнение роли полковника Усижима в кинокартине «Волочаевские дни»
- Орден Трудового Красного Знамени (МНР) (1942) — за исполнение заглавной роли в фильме «Его зовут Сухэ-Батор» (1942)
- Медаль «За победу над Германией в Великой Отечественной войне 1941—1945 гг.»
- Медаль «В память 800-летия Москвы»

## Роли в театре

### Вольная мастерская Вс. Мейерхольда при ГВЫРМ
- 1922 — «Великодушный рогоносец» Ф. Кроммелинка — муж Флёранс, Парень

### Театр ГИТИС. Мастерская Вс. Мейерхольда
- 1922 — «Смерть Тарелкина» А. В. Сухово-Кобылина — Чиновник, Кредитор

### Театр имени Вс. Мейерхольда
- 1923 — «Земля дыбом» С. М. Третьякова — Третий солдат, Первый солдат, Комиссар
- 1924 — «Д. Е.» («Даёшь Европу!») — иронично-политическое обозрение М. Подгаецкого по романам И. Эренбурга «Трест Д. Е.» и Б. Келлермана «Туннель» — Тренер, Секретарь французской палаты, Министр, Апаш, парикмахер в пустыне, Негр, Биомеханист, Руководитель спортплощадки, Рабочий с винтовкой
- 1925 — «Учитель Бубус» А. М. Файко — Лакей, Танцующий в парке
- 1925 — «Мандат» Н. Р. Эрдмана — Акробат, Товарищ жениха, Гость
- 1926 — «Лес» А. Н. Островского — Аркашка Счастливцев
- 1926 — «Рычи, Китай!» С. М. Третьякова — Первый лодочник

### Государственный театр им. Вс. Мейерхольда (ГосТИМ)
- 1926 — «Ревизор» Н. В. Гоголя — Седьмой военный, Заезжий офицер
- 1927 — «Окно в деревню» Р. М. Акульшина — Телеграфист
- 1928 — «Горе уму» А. С. Грибоедова — Платон Михайлович, Гусар в кабачке
- 1929 — «Клоп» В. В. Маяковского — Пьяный с зонтом, Первый шафер, Человек в толпе
- 1929 — «Командарм 2» И. Л. Сельвинского — Комдив Бой
- 1929 — «Выстрел» А. И. Безыменского — Техсекретарь Дундя
- 1930 — «Баня» В. В. Маяковского — Помощник режиссёра
- 1931 — «Последний решительный» Вс. В. Вишневского — Самушкин (Анатоль-Едуард), Танец красного моряка
- 1933 — «Вступление» по Ю. П. Герману — Гуго Нунбах
- 1937 — «Одна жизнь» Е. И. Габриловича по роману Н. А. Островского «Как закалялась сталь» — Сема Зельцер

### Театр имени Е. Вахтангова
- 1938 — «Я, сын трудового народа…» по В. П. Катаеву — Семён Котко
- 1939 — «Путь к победе» А. Н. Толстого — Будённый
- 1940 — «Фельдмаршал Кутузов» В. А. Соловьёва — Багратион

### Московский театр драмы (с 1954 — Театр им. В. Маяковского)
- 1944 — «Свидание, хотя и состоялось, но…» по А. П. Чехову — Гвоздиков
- 1947 — «Молодая гвардия» по А. А. Фадееву — Валько
- 1947 — «Великие дни» Н. Е. Вирты — Сталин
- 1948 — «Закон чести» А. П. Штейна — Академик Верейский
- 1949 — «Леди и джентльмены» Л. Хеллман — Бенджамен
- 1950 — «Сампаны Голубой реки» В. Д. Пушкова — Тан Шу-и
- 1950 — «Директор» С. И. Алёшина — Степанов
- 1952 — «Третья молодость» братьев Тур — Академик Квашнин
- 1953 — «Гроза» А. Н. Островского — Тихон
- 1954 — «Семья Журбиных» В. А. Кочетова и С. С. Кара — Илья Журбин
- 1954 — «Гамлет» У. Шекспира — Полоний
- 1955 — «Персональное дело» А. П. Штейна — Хлебников
- 1957 — «Сонет Петрарки» Н. Ф. Погодина — Павел Михайлович
- 1958 — «Побег из ночи» братьев Тур — писатель Косогоров
- 1959 — «Весенние скрипки» А. П. Штейна — Петрищев
- 1960 — «Время любить» Б. С. Ласкина — Харитонов
- 1961 — «Фауст и Смерть» А. С. Левады — Астронавт Ярослав
- 1963 — «Нас где-то ждут…» А. Н. Арбузова — Грек
- 1964 — «Кавказский меловой круг» Б. Брехта — Аздак
- 1965 — «История болезни» Б. С. Ласкина — Ксенофонтов
- 1967 — «Душа поэта» Ю. О’Нила, постановка Л. Свердлина и С. Кузьмина — Корнелиус Мелоди

## Фильмография
1. 1925 — На верном следу — комсомолец Вася
2. 1934 — Мечтатели[9] — Баиз
3. 1936 — У самого синего моря — Юсуф
4. 1936 — Цирк — зритель в цирке
5. 1936 — Отец и сын — Волков
6. 1937 — Волочаевские дни — полковник Усижима
7. 1937 — На Дальнем Востоке — Цой
8. 1939 — Минин и Пожарский — дворянин Григорий Орлов
9. 1939 — Мои университеты — сторож-татарин
10. 1939 — Всадники — Чубенко
11. 1939 — Юность командиров — Строев
12. 1941 — Романтики — Тукай
13. 1942 — Его зовут Сухэ-Батор — Сухэ-Батор
14. 1943 — Насреддин в Бухаре — Ходжа Насреддин
15. 1943 — Жди меня — Вайнштейн
16. 1943 — Давид-Бек — русский посол
17. 1943 — Фронт — Хайдар
18. 1943 — Дни и ночи — генерал Проценко
19. 1944 — Свадьба — шарманщик
20. 1945 — Простые люди — представитель Акбашева
21. 1946 — Белый Клык — Мэтт
22. 1946 — Крейсер «Варяг» — японский консул
23. 1948 — Повесть о настоящем человеке — Наумов
24. 1949 — Алитет уходит в горы — Алитет
25. 1950 — Далеко от Москвы — Михаил Борисович Залкинд
26. 1954 — Повесть о лесном великане — Владимир Васильевич
27. 1955 — Дорога — Беимбетов
28. 1956 — Разные судьбы — Огнев
29. 1957 — Ночной патруль — комиссар Кречетов
30. 1958 — Олеко Дундич — Семён Михайлович Будённый
31. 1960 — Разноцветные камешки — Григорий Афанасьевич
32. 1961 — Две жизни — профессор Николай Бороздин, отец Кирилла и Нины
33. 1962 — Кубинская новелла (короткометражный) — Максимо Эрнандес
34. 1963 — Большие и маленькие — Андрей Степанович
35. 1963 — Первый троллейбус — отец Светланы
36. 1963 — Всё остаётся людям — директор
37. 1966 — Неуловимые мстители — Семён Михайлович Будённый
38. 1968 — Как велит сердце — Ибрагим Каримов
39. 1969 — Цена — Грегори Соломон, озвучивает Всеволод Якут

## Озвучивание фильмов
- 1938 — За спичками[фин.] — Ихалайнен (роль А. Корхонена)
- 1943 — Давид-Бек — Асламаз Кули-хан (роль В. Маргуни)
- 1945 — Тахир и Зухра — визирь (роль О. Джалилова)
- 1946 — Похождения Насреддина — Насреддин (роль Р. Х. Хамраева)
- 1947 — Алишер Навои — Хусейн Байкара (роль А. Исматова)
- 1950 — Неаполь — город миллионеров — Дженнаро (роль Э. де Филиппо)
- 1950 — Стальной солдат — Чжан
- 1951 — Жизнь побеждает
- 1953 — В одном универмаге
- 1953 — Плата за страх — Луиджи (роль Ф. Люлли)
- 1956 — Война и мир — Кутузов (роль О. Хомолки)
- 1956 — Не та, так эта — Мешеди Губад (роль А. И. Агаева)
- 1956 — Приключения Артёмки — Чемберс Пепс «Черный дьявол» (роль Т. Ромалио)
- 1956 — Священная кровь — Мирзакаримбай (роль В. Азимова)
- 1957 — Дани — Барбаш
- 1957 — На окраине Парижа
- 1957 — Я встретил девушку — Мухтар-ака (роль А. Б. Бурханова)
- 1958 — Любовь под вязами
- 1958 — Песня первой любви — Мелик-Нубарян (роль В. Б. Вагаршяна)
- 1958 — Тени ползут — Сардарлы (роль А. Г. Алекперова)
- 1960 — Великолепная семёрка — старик (роль В. А. Соколова)
- 1966 — Встреча с прошлым — Алмасхан (роль С. А. Закариадзе)

## Озвучивание мультфильмов
- 1944 — Синдбад-мореход — Синдбад
- 1956 — Палка выручалка — Бей
- 1957 — Исполнение желаний — Мистигрис, министр
- 1959 — День рождения — Аждаха
- 1960 — Человечка нарисовал я — Верховный лжец
- 1963 — Три толстяка — доктор Гаспар
- 1965 — Горячий камень — Сторож
- 1965 — Гунан-батор — Ирибсын
- 1967 — Машинка времени — судья / Цезарь

## Литературные сочинения
- Путь к образу. М., 1952.
- Разговор с товарищами по искусству / Л. Свердлин, нар. артист СССР. — [Москва]: Профиздат, 1960. — (Мастера искусств — участникам художественной самодеятельности).
- Статьи. Воспоминания. М., 1979.

## Статьи
- О типических явлениях и заостренных образах в драматургии / Советское искусство, 1952. — № 88 — С. 1—11.